# 시즈오카 화물역
시즈오카카모쓰역(일본어: 静岡貨物駅, しずおかかもつえき)은 일본 시즈오카현 시즈오카시 스루가구에 있는 도카이 여객철도의 철도역이다.

## 역 구조
착발선은 하행선 4개, 상행선 3개로 나뉘어 있다. 이 중 가장 안쪽에 있는 하행 4번선과 상행 3번선이 착발 하역선의 기능을 맡고 있다. 컨테이너 하역장은 1개로, 길이는 450 m이다. 하역장 아래로는 오타니가와 방수로가 설치되어 있다.
근처에 시즈오카 종합 철도부, 시즈오카 보전구 등이 있다.

## 취급 화물
- 컨테이너 화물
  - 12 ft급 컨테이너, 20 ft·30 ft급 대형 컨테이너, 20 ft급 SO규격 해상 컨테이너
- 차량 취급 화물
- 이 밖에, 산업 폐기물 및 특별 관리 산업 폐기물을 다룰 수 있는 허가를 받았다.

## 역세권 정보
- 국도 제1호선

## 역사
- 1962년 10월 1일 - 시즈오카 조차장으로 개업.
- 1967년 10월 1일 - 시즈오카역의 화물 기능을 이 곳으로 이전하여 "히가시시즈오카 역"으로 개업.
- 1987년 4월 1일 - 민영화에 따라 일본화물철도의 소속이 되었다.
- 1993년 3월 18일 - 위치를 이전하여 시즈오카카모쓰 역으로 이름을 바꿈.